# Jon Andrew McBride
Jon Andrew McBride (Charleston, Nyugat-Virginia, 1943. augusztus 14. – 2024. augusztus 7.) amerikai űrhajós.

## Életpálya
1965-ben kapott repülőgép vezetői kiképzést. Szolgálati repülőgépe az F–4 Phantom II volt. A vietnámi háborúban 64 harci bevetésen vett részt. 1971-ben a Haditengerészeti Akadémián  repüléstechnikai mérnök oklevelet szerzett. Tesztpilóta kiképzést US Air Force Test Pilot School Edwards Air Force Base (Kalifornia) kapott. A bázison folytatta szolgálatát. Több mint 8800 órát (repülő/űrrepülő) töltött a levegőben, több mint 40 különböző polgári és katonai gépet tesztelt. Több légi bemutatón maradandó figurákat mutatott. A Szövetségi Légügyi Hivatal (FAA) nyilvántartása szerint széles körű repülőgép-vezetői képességgel rendelkezik.
1978. január 16-tól a Lyndon B. Johnson Űrközpontban részesült űrhajóskiképzésben. Kiképzését követően az STS–5, STS–6 és az STS–7 támogató (tanácsadó, problémamegoldó) csoportjának tagja. 1987. július 30-tól a NASA megbízásából a kongresszusi kapcsolatokért felelős munkatárs. Egy űrszolgálata alatt összesen 8 napot, 5 órát és 23 percet (197 óra) töltött a világűrben. Űrhajós pályafutását 1989. május 12-én fejezte be. 1998-tól elnöke a Flying Eagle Corporation Lewisburg.

## Űrrepülések
- STS–41–G, Challenger űrrepülőgép 6. repülésének pilótája. Egy műholdat állítottak pályairányba. Filmre vették a teljes szolgálatot, amiből dokumentumfilm készült. Egy űrszolgálata alatt összesen 8 napot, 5 órát, 23 percet és 33 másodpercet (197 óra) töltött a világűrben. 5 293 847 kilométert (3 289 444 mérföldet) repült, 133 alkalommal kerülte meg a Földet.
- STS–61–E küldetés parancsnokaként jelölték. A Challenger-katasztrófa miatt törölték a programot.
- STS–35 küldetés parancsnokának jelölték, de nem vállalta a szolgálat teljesítését.